# San Mariano
San Mariano é uma comuna da província de Santa Fé, na Argentina.